# North Central Airlines
North Central Airlines war eine Fluggesellschaft, die primär Linienflüge im Mittleren Westen der Vereinigten Staaten durchführte. Sie wurde 1944 in Clintonville als Wisconsin Central Airlines gegründet und verlegte 1947 ihren Geschäftssitz nach Madison. Die Gesellschaft erhielt 1952 den Namen North Central Airlines. Im Jahr 1979 fusionierte sie mit Southern Airways zur Fluggesellschaft Republic Airlines, die ihrerseits 1986 in Northwest Airlines aufging.

## Geschichte

### Ursprung und Gründung
Die Four Wheel Drive Automobile Company (FWD), ein Hersteller von Allradantrieben und Lastkraftwagen aus Clintonville in Wisconsin, tauschte Ende 1939 einen LKW gegen einen Waco Doppeldecker ein, der im Folgejahr erstmals als firmeninternes Geschäftsreiseflugzeug zur Beförderung von leitenden Mitarbeitern genutzt wurde. Am 15. Mai 1944 entstand aus der Geschäftsflugsparte der FWD das Tochterunternehmen Wisconsin Central Airlines, deren Leitung dem ehemaligen FWD-Werbemanager Francis Higgins übertragen wurde. Er bestellte den erst 25-jährige Hal Carr zu seinem Vertreter. Die Gesellschaft bekam im Jahr 1946 von der US-amerikanischen Luftfahrtbehörde Civil Aeronautics Board (CAB) ein Air Operator Certificate als „Interstate Carrier“. Im selben Jahr erfolgte die Betriebsaufnahme mit zwei Cessna UC-78, mit denen zunächst sechs Städte innerhalb des Bundesstaates Wisconsin angeflogen wurden. Am 31. Dezember 1946 gewann Wisconsin Central Airlines eine Ausschreibung für planmäßige Posttransporte auf der CAM-Route 86. Weil jedoch Beteiligungen von Flugzeug- und Fahrzeugherstellern an Linienfluggesellschaften seit dem Luftpost-Skandal von 1934 untersagt waren, musste die Four Wheel Drive Automobile Company ihre Gesellschaftsanteile vor Beginn der Postflüge an Privatinvestoren abtreten. Noch vor Aufnahme des Postflugbetriebs beauftragte das Unternehmen den Designer Karl Brocken mit dem Entwurf eines Corporate Designs, das bis zur Betriebseinstellung im Jahr 1979 genutzt wurde und den Spitznamen Herman the Duck erhielt.
Am 24. Februar 1948 eröffnete Wisconsin Central Airlines mit drei Lockheed Electra 10A Electra, die auch eine Mitnahme von Passagieren ermöglichten, den Linienflugbetrieb auf der CAM-Route 86. Diese von Chicago ausgehende Postflugstrecke umfasste anfänglich 13 Zielorte in den Bundesstaaten Wisconsin und Minnesota. Zu dieser Zeit befanden sich 21 weitere Flugplätze in diesen zwei Bundesstaaten sowie in Michigan in Bau, zu denen Wisconsin Central Airlines ebenfalls Streckenrechte erhalten hatte. Mit Eröffnung dieser Flugplätze konnte die Gesellschaft ihr Liniennetz in den folgenden Jahren kontinuierlich erweitern. Hierzu wurden drei weitere Electras angeschafft.

### 1950er bis 1970er Jahre
Im Jahr 1950 flog das Unternehmen ausgehend von Chicago 20 Zielorte in den Bundesstaaten Wisconsin, Michigan und Minnesota planmäßig an. Ihre ersten sechs Douglas DC-3 übernahm die Gesellschaft im Frühjahr 1951 von Trans World Airlines. Wisconsin Central Airlines verlegte 1952 ihre Hauptverwaltung von Wisconsin nach Minneapolis und änderte ihren Namen zum Jahresende in North Central Airlines. Parallel dazu verließ zunächst Francis Higgins das Unternehmen, kurz darauf auch sein Vertreter Hal Carr.
Im November 1952 flog die Gesellschaft ganzjährig 26 Flughäfen westlich des Lake Michigan an, zwei weitere saisonal. Das Streckennetz reichte dabei von Chicago im Südosten bis Fargo und Grand Forks im Westen sowie International Falls im Norden. Detroit wurde 1953 in den Flugplan aufgenommen.

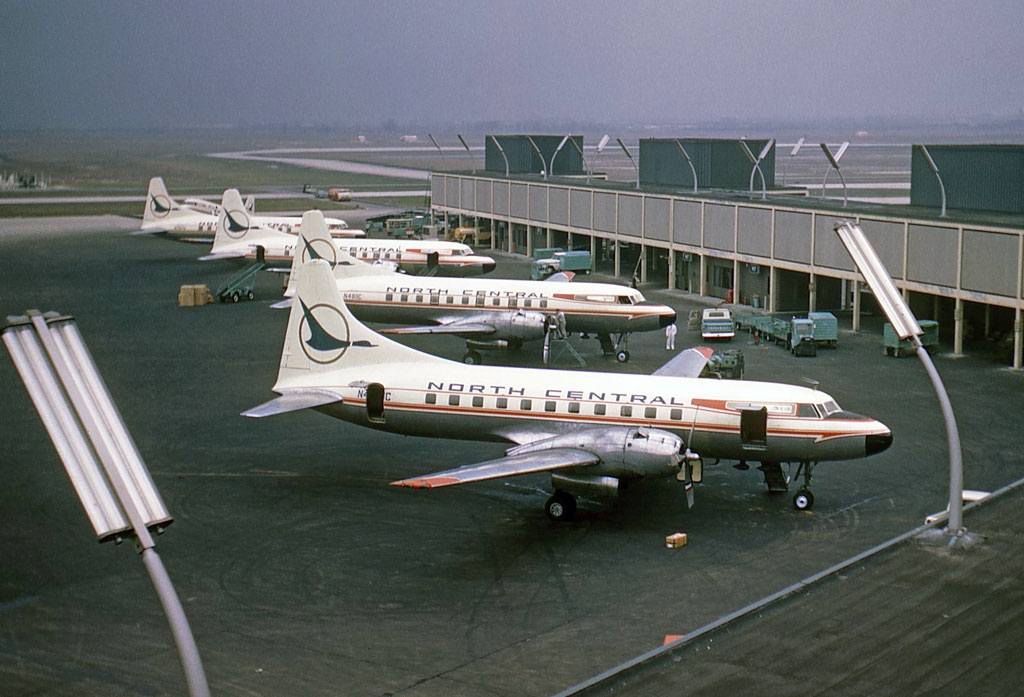
North Central Convair CV-440, Chicago O’Hare 1966

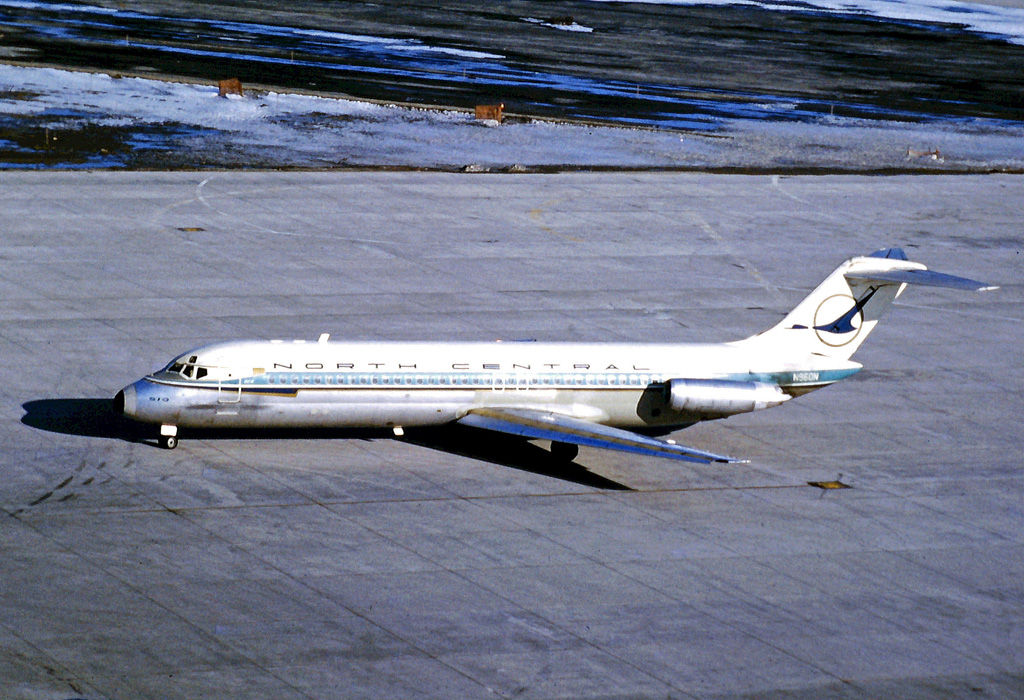
North Central DC-9-31 am Toronto Pearson International Airport 1971

Die Fluggesellschaft geriet nach der Umbenennung in finanzielle Schwierigkeiten, so dass Hal Carr im Jahr 1954 gebeten wurde, erneut die Leitung zu übernehmen. Carr führte das Unternehmen aus den Schulden und machte es zuverlässiger. Im Jahr 1958 setzte die Gesellschaft 32 DC-3 ein und beförderte 780.000 Fluggäste.
Im Jahr 1959 kamen Omaha und Ziele in Nord- und Süddakota, 1969 Denver und 1970 eine nonstop Verbindung von Milwaukee zum LaGuardia Airport in New York City hinzu. Das Unternehmen kaufte ab 1959 insgesamt fünf Convair 340 von Continental Airlines. Im Jahr 1960 erreichte North Central die Millionen-Passagier-Marke. Im Mai 1968 flog sie 64 Ziele – zwei davon in Kanada – an. Des Weiteren wurde die Flotte um Convair 440 erweitert.
| Jahr | Passagiermeilen |
| ---- | --------------- |
| 1951 | 15              |
| 1955 | 67              |
| 1960 | 169             |
| 1965 | 268             |
| 1970 | 778             |
| 1975 | 1029            |

Wie andere regionale Fluggesellschaften wurde auch North Central Airlines staatlich subventioniert. Im Jahr 1962 enthielt sie öffentliche Gelder in Höhe von 8,5 Millionen US-Dollar.
North Central Airlines gewann im Jahr 1963 eine mit 800.000 USD dotierte Ausschreibung der U.S. Regierung, deren Ziel es war, die wirtschaftlich angeschlagene bolivianische Lloyd Aéreo Boliviano zu sanieren. Sie leistete dieser Fluggesellschaft anschließend technische und organisatorische Unterstützung.
Im Jahr 1967 stellte North Central Airlines die ersten Douglas DC-9-31 in Dienst und ließ ihre kolbenmotorgetriebenen Convair 340 und Convair 440 zu turbopropgetriebenen Convair 580 umbauen, womit die Gesellschaft 29 Convair-Turboprops betrieb. Die letzten DC-3 wurden im Jahr 1969 außer Dienst gestellt.
Im Jahr 1969 verlegte North Central Airlines die Firmenzentrale in den Süden des Minneapolis-Saint Paul International Airports. Das Gebäude wird heute von Delta Air Lines genutzt.
Grundsätzlich klassifizierte die damalige Luftfahrtbehörde der U.S.A. – das Civil Aeronautics Board – die North Central Airlines als regionale Fluggesellschaft, die Städte innerhalb einer Region anfliegt und Passagiere zu Flügen größerer, national agierender Gesellschaften bringt. Allerdings erhielt North Central auch Genehmigungen, wenige Linien außerhalb des Mittleren Westens zu bedienen. Diese Ziele umfassten den Washington National Airport in Washington, D.C., den LaGuardia Airport in New York City, den Logan International Airport in Boston, den Stapleton International Airport in Denver und den Tucson International Airport in Tucson. Aufgrund der nationalen Deregulierung des Flugverkehrs in den U.S.A. konnte North Central Airlines weiter expandieren und McDonnell Douglas DC-9-50 in ihre Flotte aufnehmen.

### Fusionen
Nach Erlass des Airline Deregulation Act am 28. Oktober 1978 kaufte North Central Airlines im Juli 1979 die in Atlanta ansässige Southern Airways und änderte ihren Namen in Republic Airlines. Das nächste Ziel war die in San Francisco beheimatete Hughes Airwest. Der Kaufvertrag wurde im Oktober 1980 für 38,5 Mio. US-Dollar unterzeichnet. Unter der Last der Käufe von zwei Unternehmen und neuer Flugzeuge strauchelte die Fluggesellschaft am Anfang der 1980er Jahre. Daraufhin wurde sogar eine menschliche Version des Maskottchens Herman the Duck eingeführt. Republic Airlines behielt die Drehkreuze von North Central Airlines in Minneapolis und Detroit sowie das Drehkreuz der Southern Airways in Memphis. Innerhalb weniger Jahre schloss sie jedoch das ehemalige Drehkreuz der Hughes Airwest am Phoenix Sky Harbor International Airport in Phoenix, Arizona und verkleinerte das Liniennetz von Hughes Airwest im Westen der U.S.A. stark. Des Weiteren verkleinerte sie die Standorte der North Central Airlines am Flughafen O’Hare International Airport und der Southern Airways am Hartsfield–Jackson Atlanta International Airport. Außerdem reduzierte Republic Airlines die Aktivitäten an kleineren Flughäfen im nördlichen Mittleren Westen und konzentrierte ihre Flotte in Minneapolis und Detroit.
Im Jahr 1986 fusionierte Republic Airlines mit Northwest Airlines, die ihre Zentrale ebenfalls in Minneapolis hatte und über eine Basis in Detroit verfügte.

## Flotte

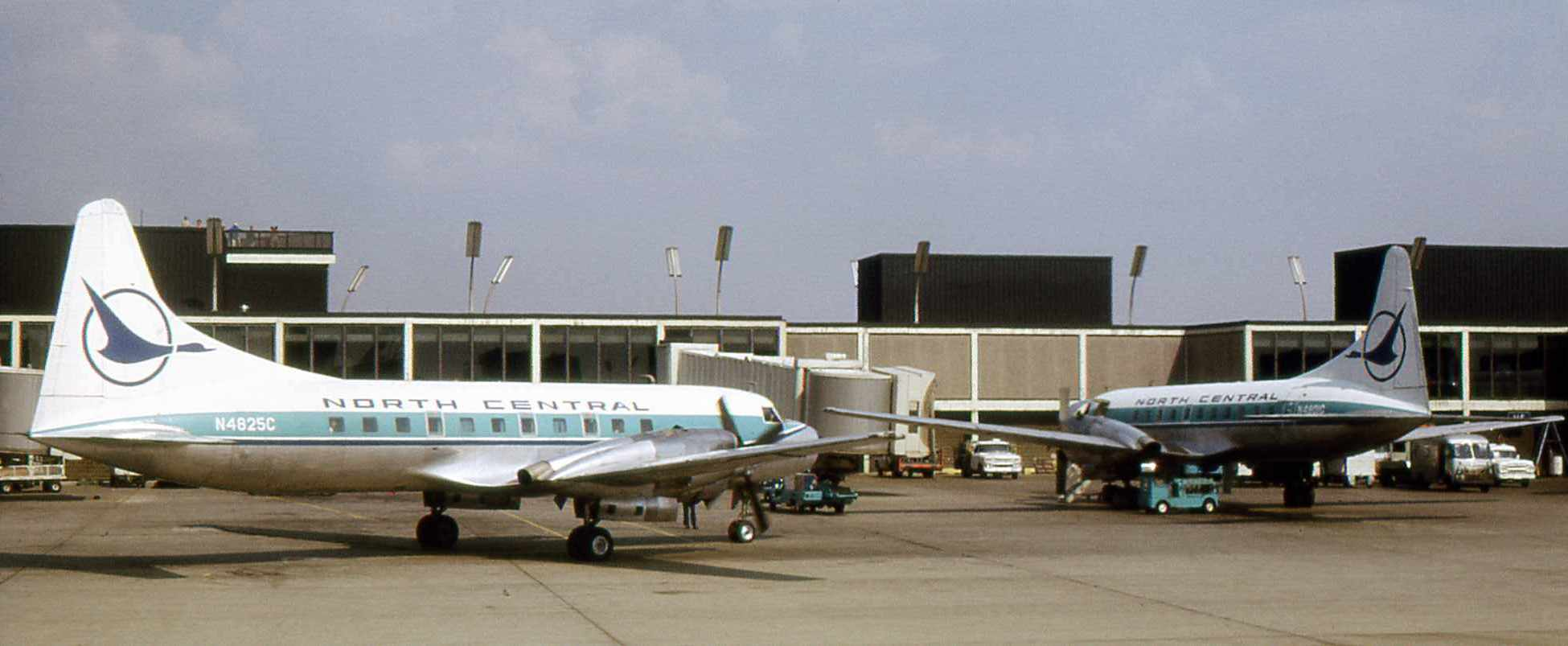
Zwei Convair CV-580 der North Central Airlines in Chicago O’Hare im Jahr 1973

Die Gesellschaft setzte im Lauf ihrer Geschichte folgende Flugzeugtypen ein:
- Douglas DC-3
- Convair CV-340 (alle umgebaut zu CV-580 Turboprops)
- Convair CV-440 (alle umgebaut zu CV-580 Turboprops)
- Convair CV-580
- Douglas DC-9-30
- Douglas DC-9-50
- Lockheed Electra 10A

## Zwischenfälle
Die Gesellschaft verzeichnete fünf schwere Unfälle. Bei drei davon kamen insgesamt 54 Menschen ums Leben. Vollständige Liste:
- Am 4. August 1968 kollidierte eine Convair CV-580 (Luftfahrzeugkennzeichen N4634S) der North Central Airlines 19 km südwestlich des Milwaukee Mitchell International Airport in Milwaukee mit einer Cessna 150 in einer Höhe von 2700 Fuß.[25] Die aus Chicago kommende Convair befand sich im Landeanflug auf die Piste 07. Die nach Nordwesten fliegende Cessna schlug in den vorderen Frachtraum der Convair ein. Dadurch verlor die Convair die elektrische Energie und das rechte Triebwerk fiel aufgrund eines beschädigten Propellers aus. Sechs Minuten später konnte der Kapitän der Convair eine erfolgreiche Notlandung durchführen. Alle drei Passagiere der Cessna wurden bei dem Unfall getötet und der Copilot der Convair erlitt schwere Bein- und Kopfverletzungen. Weitere drei Besatzungsmitglieder und acht Passagiere blieben unverletzt. Neben anderen Faktoren führte die starke Verschmutzung der Cockpitscheiben durch Insekten zu dem Unfall.[26][27][28]

- Am 27. Dezember 1968 verlor der Kapitän einer Convair CV-580 der North Central Airlines (N2045) beim Durchstarten am Flughafen Chicago O’Hare (Illinois, USA) in schlechtem Wetter die räumliche Orientierung. Die Maschine stürzte ab und krachte fast in Rückenlage auf einen Hangar. Dabei kamen 27 der 45 Insassen ums Leben, drei Besatzungsmitglieder und 24 Passagiere, sowie eine Person am Boden.[29]

- Am 29. Juni 1972 kollidierte eine Convair CV-580 der North Central Airlines (N90858) mit einer de Havilland Canada DHC-6 Twin Otter der Air Wisconsin (N4043B). Beide Maschinen stürzten in den Lake Winnebago fünf Kilometer östlich von Neenah. Alle fünf Insassen der Convair (drei Besatzungsmitglieder und zwei Passagiere) sowie alle acht Insassen der Twin Otter (zwei Besatzungsmitglieder und sechs Passagiere) kamen bei dem Unfall ums Leben.[30] Die Kollision ereignete sich in einer Höhe von 2500 Fuß an einem meist klaren, aber diesigen Spätvormittag, als sich die CV-580 aus Green Bay kommend dem Wittman Regional Airport näherte. Das Air-Wisconsin-Flugzeug befand sich auf dem Weg von Sheboygan nach Appleton und beide Maschinen flogen nach Sichtflugregeln.[31][32][33]

- Am 20. Dezember 1972 wurde eine Convair CV-880 der US-amerikanischen Delta Air Lines (N8807E), die nach ihrer Landung in dichtem Nebel auf dem Flughafen Chicago-O’Hare (Illinois, USA) rollte, von einer startenden Douglas DC-9 der North Central Airlines (N954N) gerammt. Die Piloten der DC-9 der North Central hatten die Starterlaubnis von der Flugverkehrskontrolle am Flughafen O’Hare erhalten, während die kurz zuvor gelandete CV-880 der Delta Air Lines die Anweisung erhielt, die Piste zu überqueren und zum Vorfeld zu rollen. Die DC-9 hatte gerade im dichten Nebel abgehoben als sie das Heck der CV-880 traf. Durch diesen Fluglotsenfehler wurden zehn der 45 Menschen an Bord der DC-9 bei der Kollision getötet, 15 Personen verletzt. An Bord der CV-880 wurden zwei Personen leicht verletzt, aber alle 88 Insassen der CV-880, sieben Besatzungsmitglieder und 81 Passagiere, überlebten den Unfall.[34]

- Am 25. Juli 1978 startete eine Convair CV-580 (N4825C) der North Central Airlines im Nebel um 7:00 Uhr Ortszeit vom Kalamazoo/Battle Creek International Airport in Michigan. Das Flugzeug hatte direkt nach dem Abheben von der Startbahn 17 einen Vogelschlag und verlor die Leistung im rechten Triebwerk. Die Maschine hielt sich 79 Sekunden in der Luft, neigte sich dann nach links und stürzte in ein Kornfeld östlich der Flughafens. Von den vierzig Passagieren und Besatzungsmitgliedern an Bord wurden zwei Passagiere und ein Besatzungsmitglied schwer verletzt, es gab keine Toten.[35][36][37] Der Bericht des NTSB nannte als Grund für den Unfall einen Pilotenfehler, da der Kapitän nicht den richtigen Notfallprozeduren folgte.[38][39]